# 簗瀬進
簗瀬 進（やなせ すすむ、1950年〈昭和25年〉4月23日 - ）は、日本の元政治家、弁護士、教育者。昭和音楽大学学長。衆議院議員（2期）、参議院議員（2期）、栃木県議会議員（2期）を歴任。

## 来歴・人物
1950年4月23日、宇都宮市一条に生まれる。1966年3月、宇都宮市立一条中学校卒業。1969年3月、栃木県立宇都宮高等学校卒業。1974年3月、東北大学法学部卒業。
1978年4月、栃木県庁入庁。司法試験合格。なお、北側一雄は司法修習33期の同期生。
1990年、第39回衆議院議員総選挙に森山欽司の後継者として自由民主党公認で出馬して初当選（当選同期に岡田克也・佐田玄一郎・藤井裕久・鈴木俊一・亀井久興・中谷元・森英介・福田康夫・石原伸晃・河村建夫・小林興起・塩谷立・古屋圭司・細田博之・小坂憲次・山本拓など）。当選同期の赤城徳彦・村田吉隆・山本有二・今津寛・渡瀬憲明・前田正らと新政策研究会（会長:河本敏夫）に所属。
1993年6月、当時、後見人である森山眞弓が宮澤内閣（改造）の現職文部大臣であったが、衆院本会議で野党提出の宮沢内閣不信任案に賛成票を投じた。この後、自民党を離党して新党さきがけの結成に参加し、党政策局長に就任した。なお、簗瀬は「新党さきがけ」の党名の発案者である。
1994年6月30日、自社さ連立政権の村山富市内閣で建設政務次官に就任した。1996年9月28日、 新党さきがけを離党して旧民主党結成に参加。初代政策調査会長に就任した。なお、簗瀬は「（旧）民主党」といった党名の発案者、「市民が主役の民主党」のフレーズのライターでもある。同年10月に行われた第41回衆議院議員総選挙では落選した。
1998年7月の第18回参議院議員通常選挙に鞍替え出馬して当選し、政界に復帰した。1999年1月の民主党代表選挙では松沢成文の推薦人となる。8月、参院本会議で国旗及び国歌に関する法律に反対票を投じた。 9月の党代表選では鳩山の推薦人に名を連ねた。
2006年、日本の戦争責任を検証することを目指す政策勉強会「日本の歴史リスクを乗り越える研究会」の呼びかけ人となる。2007年8月から党参議院国対委員長を務め、2009年10月には参議院予算委員長に就任。
2010年7月の第22回参議院議員通常選挙に栃木県選挙区から出馬したが、自民党の上野通子に4,892票差で敗北し、落選。
2013年7月の第23回参議院議員通常選挙に比例区から出馬したが、落選。
2013年10月20日、宇都宮市内のホテルで政界引退を表明。
2014年4月より昭和音楽大学の副学長および憲法学教授に着任。
2016年、民進党栃木県連常任顧問に就任。同年より昭和音楽大学学長。
2023年4月、旭日重光章受章。

## 政策
- 選択的夫婦別姓制度導入に賛成[6]。

## エピソード
- 自民党離党以来、常に行動を共にしてきた鳩山由紀夫の腹心。
- 2006年4月26日に東京・永田町の参議院議員会館で行われた「共謀罪に反対する超党派国会議員と市民の緊急院内集会」で呼びかけ人を務めた[7]。

## 主な所属団体・議員連盟
- 「在日韓国人をはじめとする永住外国人住民の法的地位向上を推進する議員連盟」に参加しており、2007年11月17日、栃木在日韓国商工会議所主催の講演会で、「地方参政権は在日外国人の人権確立はもちろん、日本が国際社会で信頼される国づくりのためにも必要。次の通常国会で議員立法として参政権法案を提出するよう全力を尽くし、大きな流れをつくりたい」と決意を表明している。
- 天皇陛下御即位二十年奉祝国会議員連盟（常任幹事）
- リベラルの会

## 選挙歴
| 当落                                                      | 選挙                     | 施行年 | 選挙区         | 政党         | 得票数     | 得票順位   |
| --------------------------------------------------------- | ------------------------ | ------ | -------------- | ------------ | ---------- | ---------- |
| 当                                                        | 栃木県議会議員補欠選挙   | 1984年 | 宇都宮市選挙区 | 自由民主党   |            |            |
| 当                                                        | 栃木県議会議員一般選挙   | 1987年 | 宇都宮市選挙区 | 自由民主党   |            |            |
| 当                                                        | 第39回衆議院議員総選挙   | 1990年 | 旧栃木1区      | 自由民主党   | 80,840.357 | 7人中4位   |
| 当                                                        | 第40回衆議院議員総選挙   | 1993年 | 旧栃木1区      | 新党さきがけ | 116,391    | 7人中3位   |
| 落                                                        | 第41回衆議院議員総選挙   | 1996年 | 栃木1区        | 旧民主党     | 52,740     | 4人中2位   |
| 当                                                        | 第18回参議院議員通常選挙 | 1998年 | 栃木県選挙区   | 民主党       | 333,894    | 8人中1位   |
| 当                                                        | 第20回参議院議員通常選挙 | 2004年 | 栃木県選挙区   | 民主党       | 388,356    | 3人中1位   |
| 落                                                        | 第22回参議院議員通常選挙 | 2010年 | 栃木県選挙区   | 民主党       | 319,898    | 4人中2位   |
| 落                                                        | 第23回参議院議員通常選挙 | 2013年 | 比例区         | 民主党       | 53,940     | 20人中14位 |
| 当選回数6回 （衆議院議員2、参議院議員2、栃木県議会議員2） |                          |        |                |              |            |            |

## 著書
- 『クオヴァディスジャパン : 日本よどこへ行く やなせ進1000日の辻説法』新人物往来社、1993年5月1日。